# Kerstin Ekwall
Kerstin Ekwall, eg Kerstin Maria Engzell, född 25 september 1915 i Stockholm, död 2 september 2011, var en svensk skådespelare.
Ekwall studerade teater under doktor M. Schischkin. Hon debuterade i filmbranschen 1939 och var engagerad vid AB Svensk Filmindustri i Stockholm.

## Filmografi
- 1939 – Landstormens lilla Lotta
- 1940 – Romans
- 1940 – Hans Nåds testamente
- 1940 – Kyss henne!
- 1940 – Juninatten